# Camponotus cameroni
Camponotus cameroni är en myrart som beskrevs av Auguste-Henri Forel 1892. Camponotus cameroni ingår i släktet hästmyror, och familjen myror. Inga underarter finns listade.